# Politiezone Pajottenland
De politiezone Pajottenland waakt over het grondgebied van de gemeenten Pepingen, Bever, Pajottegem en Lennik.